# 乌普塔尔
乌普塔尔（羅馬化：Uptar）是俄罗斯马加丹州的市级镇，属州辖市马加丹市，位于同名河流河畔，地处马加丹州西南部，在州府马加丹北偏东方，镇西北侧有市级镇索科尔。R504公路（科雷马公路）从西侧经过。
建于1932年，1973年设市级镇。该地2021年人口有2,034人；2010年人口1,991；2002年人口2,311；1989年人口3,983。